# Лихтенштейнская государственная библиотека
Государственная библиотека Лихтенштейна — национальная библиотека Лихтенштейна, расположена в городе Вадуц. Библиотека основана в 1961 году.

## Описание
Библиотека основана в 1961 году согласно закону, опубликованному в правительственном издании Landesgesetzblatt (№ 25 за 14 ноября 1961 года).
Органы библиотеки — совет фонда, библиотечная комиссия и ведущий библиотекарь. Библиотека выполняет функцию национальной (библиотека обязательного экземпляра изданий Лихтенштейна), патентной и публичной библиотеки страны.
В часы работы Государственная библиотека должна предоставлять для ознакомления и распечатки (за плату) действующее актуальное законодательство Лихтенштейна и Швейцарии.
Фонды библиотеки составляют 285000 единиц хранения (2016). С 2003 года здесь хранятся также фонды библиотеки Университета Лихтенштейна.
Библиотека расположена по адресу: Вадуц, улица Гербервег 5.
В августе 2012 года Государственная библиотека внедрила проект eLiechtensteinesia, который обеспечивает онлайн-доступ к сканированным изображениям Ежегодника Исторического общества Княжества Лихтенштейн, старых национальных газет и других публикаций из Лихтенштейна.
В 2016 году Государственная библиотека получила доход в 1811939 швейцарских франков. Доход в основном состоял из государственного ассигнования в размере 1740000 швейцарских франков от правительства Лихтенштейна.